# Ludovic Trarieux

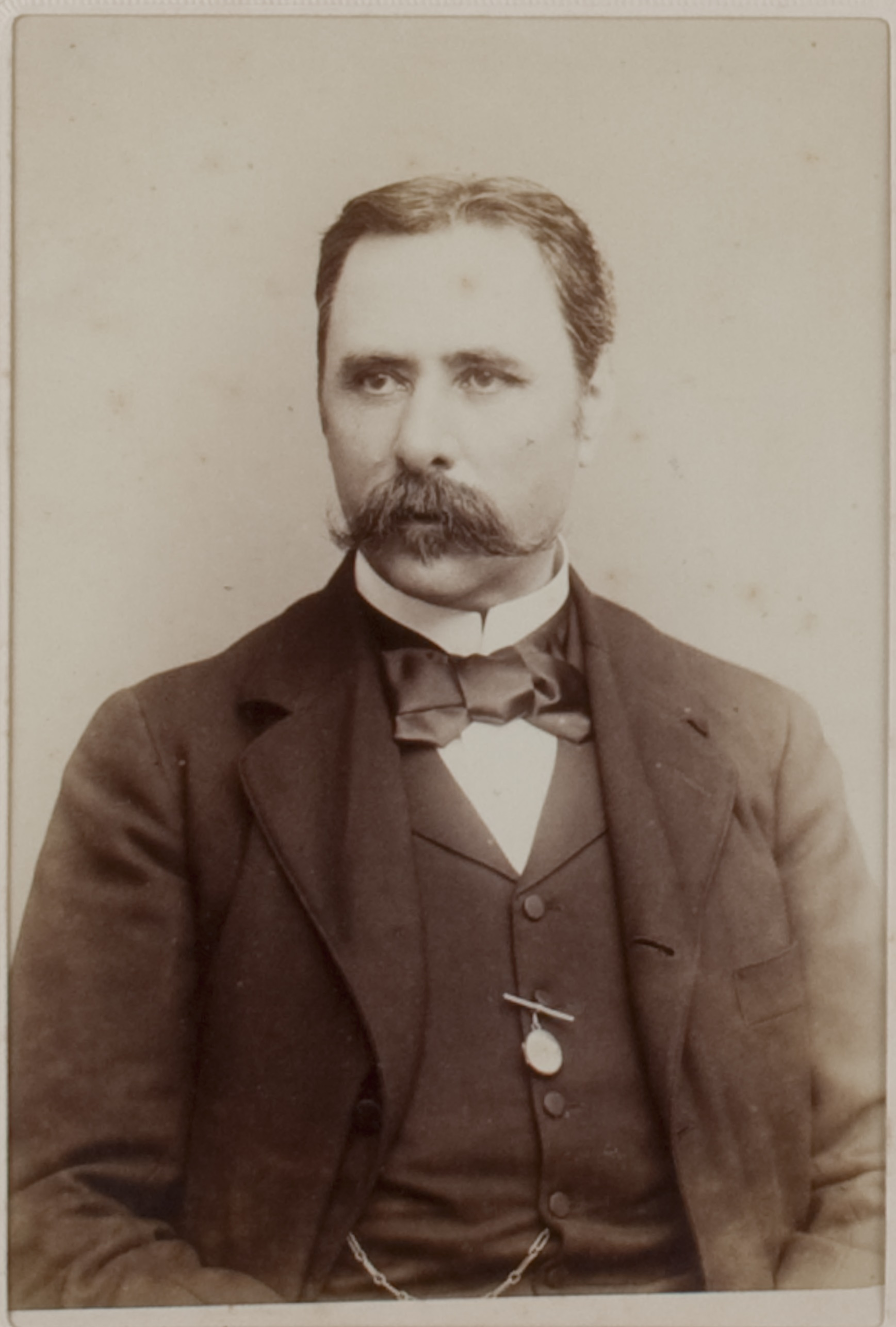
Ludovic Trarieux

Ludovic Trarieux (* 30. November 1840 in Aubeterre-sur-Dronne; † 13. März 1904 in Paris) war ein französischer Politiker und Gründer der Französischen Liga für Menschenrechte.

## Leben
Ludovic Trarieux studierte Jura und arbeitete zunächst als Anwalt. Er wurde 1877 zum Präsidenten der Anwaltschaft in Bordeaux gewählt. Er war vom 26. Januar bis zum 1. November 1895 Justizminister der Dritten Französischen Republik. Trarieux spielte in der Dreyfus-Affäre eine Nebenrolle. Er wies Auguste Scheurer-Kestner, den Vizepräsidenten des französischen Senats, der sich nach einem Gespräch mit Mathieu Dreyfus für den Fall des als Landesverräter verurteilten Alfred Dreyfus interessierte, auf Ungereimtheiten im Verlauf des Kriegsgerichtsverfahrens hin. Scheurer-Kestner kam im Verlauf des Jahres 1897 zu der Überzeugung, dass Dreyfus zu Unrecht verurteilt worden war. Am 7. Dezember 1897 legte Scheurer-Kestner in einer Rede vor dem Senat die Gründe dar, warum Dreyfusens Verurteilung ein Justizirrtum sei. Trarieux war der einzige Senator, der den Argumenten Scheurer-Kestners beipflichtete. Er verwies darauf, dass es nicht als Angriff auf die Armee zu werten sei, wenn nach schweren Fehlern ein Antrag auf Richtigstellung vorgebracht werde. Félix Jules Méline dagegen betonte auch vor dem Senat, dass es keine Affäre Dreyfus gäbe.
Unter dem Eindruck der Dreyfus-Affäre gründete Trarieux die Liga für Menschenrechte, deren erster Präsident er war. Dieses Amt hatte er bis 1903 inne. Die Affäre Dreyfus endete 1899 zunächst in einer zweiten Verurteilung von Alfred Dreyfus in einem zweiten Kriegsgerichtsverfahren. Er wurde kurz darauf begnadigt. Trarieux setzte sich bis zu seinem Tod für die Rehabilitierung von Dreyfus ein. Diese erfolgte allerdings erst 1906, zwei Jahre nach Trarieux’ Tod.
Nach Trarieux ist der Internationale Ludovic-Trarieux-Menschenrechtspreis benannt.